# 日本バス協会
公益社団法人日本バス協会（こうえきしゃだんほうじん にほんバスきょうかい、英文団体名：Nihon Bus Association）は、日本のバス事業者の業界団体である。
略称は「バス協」。また英文団体名「Nihon Bus Association」の頭文字を取った「NBA」も略称として用いられ、日本バス協会会員事業者（普通会員）のバス車両には、日本列島を図案化した緑色の背景に白文字で「NBA」と日本語・英語団体名を記した会員証ステッカー「NBA認証マーク」を貼付する。設立時は「日本乗合自動車協会」と称していた。
日本バス協会として独自に、貸切バスの安全性を評価する「貸切バス事業者安全性評価認定制度」を設けている。

## 概要
本部を東京都千代田区丸の内三丁目4番1号 新国際ビル9階に置く。バスの公共性を広く一般に啓蒙し、バス業界の健全な発展・バス事業者の民主的運営及び経営の合理化・バス事業者の相互間の親睦を目的として設立された公益社団法人である。バスの公益性の啓蒙のため、公式ウェブサイト上での乗合バス（高速バス・空港連絡バスを含む）および貸切バスのデータベース提供など様々な活動を行っている。
なお、日本国内でバス事業を営むにあたり、日本バス協会および都道府県バス協会への加入は必須ではないため、中小零細事業者（特に貸切専業事業者）を中心に未加入のバス事業者も多数存在する。
会員バス事業者は日本バス協会に直接加盟するのではなく、日本バス協会傘下の都道府県協会に加盟する形をとり、基本的には本社を置く都道府県のバス協会に加盟するが、運行エリアが広い大規模事業者では複数の都道府県協会に加盟する場合もある。民営・公営事業者を問わず加盟しており、国鉄バスから分割民営化したJRバスグループの事業者も各社ごとに会員として加盟している。
1987年（昭和62年）には、日本バス協会として9月20日を「バスの日」として制定した。

### 主な業務

#### 事業者向け業務
会員がほぼ事業者であるため、業務内容はほぼ事業者向けのものとなっている。
- バス事業における調査、研究、統計及び知識の普及並びに業務の指導
- 輸送の安全を図るための運動
- バス事業に関して取りまとめた内容の図書雑誌などの刊行
- バス事業に関して意見の公表又は国会及び行政庁に対する申出
- 業務に必要な共同施設及び共同設備の設置
- バス事業者の経営基盤の安定を確保するための資金の基金の造成
- 資金の融資の斡旋及び利子補給
- バス輸送改善の推進に関する事業
- 自動車損害賠償任意保険及び自動車保険の代理店業務
- その他

#### バスフェスタの開催
日本のバス事業100周年を迎えた2003年（平成15年）から、日本バス協会としてバスの利用促進PRを目的としたバスイベントの開催計画が浮上し、2009年9月20日の「バスの日」には、第1回「バスフェスタ2009 in TOKYO」を東京で開催した。
それに合わせ、日本バス協会の公式キャラクター「セバスファミリー」を制定し、第1回「バスフェスタ」でお披露目された。
「バスフェスタ」の会場では、バス車両の展示やバスグッズの販売、全国のバスガイドによるステージイベント、会員バス事業者のキャラクターの着ぐるみ出演などが行われる。
- 第1回「バスフェスタ 2009 in TOKYO」- 会場は丸の内ビルディング1階「マルキューブ」、約1万人を動員[7]。
- 第2回「バスフェスタ 2010 in YOKOHAMA」- 会場はパシフィコ横浜、約2万人を動員[7]。
- 第3回「バスフェスタ 2011 in TOKYO」- 会場は日比谷公園、約1万2,000人を動員[7]。
- 第4回「バスフェスタ 2012 in TOKYO」- 会場は代々木公園、約2万1,000人を動員[7]。
- 第5回「バスフェスタ 2013 in TOKYO」- 会場は代々木公園 ケヤキ並木[7]。
- 第6回「バスフェスタ 2014 in TOKYO」- 会場は代々木公園 ケヤキ並木[8]。
- 第7回「バスフェスタ 2015 in TOKYO」- 会場は代々木公園 ケヤキ並木[9]。

2016年（平成28年）以降のバスイベントは、都道府県バス協会などによる開催へ移行した。
なお、バスの日イベントとしては、日本バス協会が主導する「バスフェスタ」に先立ち、2001年（平成13年）からスルッとKANSAI協議会による「スルッとKANSAIバスまつり」が毎年開催されており、また過去3回、徳島県バス協会の主催でとくしまバスまつりが開催されている。

## 沿革
- 1903年（明治36年）9月20日 - 京都で二井商会がバス事業を開始[13]。
- 1927年（昭和02年）4月18日 - 富士急行創業者の堀内良平が「日本乗合自動車協会」を設立[2]、堀内が初代会長に就任[14]。
- 1929年（昭和04年）8月9日 - 日本乗合自動車協会た社団法人として認可を受ける。
- 1941年（昭和16年）9月3日 - 日本乗合自動車協会を解散し、全国乗合自動車事業者組合連合会を設立。
- 1944年（昭和19年）4月7日 - 全国乗合自動車事業者組合連合会を解散し、全国乗合旅客自動車事業者組合連合会を設立。
- 1948年（昭和23年）7月24日 - 「日本乗合自動車協会」を設立[1]。
- 1969年（昭和44年）3月27日 - 「日本バス協会」へ改称。
- 1987年（昭和62年）- 日本バス協会が9月20日を「バスの日」として制定[5]。
- 2003年（平成15年）9月20日 - 日本のバス事業が100周年を迎える[5]。
- 2009年（平成21年）
  - 6月25日 - 日本バス協会が記者会見で公式キャラクター「セバスファミリー」を発表[5]。
  - 9月20日 - 第1回バスイベント「バスフェスタ2009 in TOKYO」を東京・丸の内で開催[5]。
- 2011年（平成23年）4月1日 - 公益法人制度改革に伴い、公益社団法人へ移行[15]。
- 2013年（平成25年）9月20日 - 日本のバス事業が110周年を迎える[13]。
- 2023年（令和5年）9月20日 - 日本のバス事業が120周年を迎える。

## 会員
全ての都道府県において、日本バス協会の傘下に都道府県単位でバス協会（島根県・佐賀県はバス・タクシー協会）が設けられており、各都道府県バス協会および、都道府県バス協会に加入する事業者が普通会員となる。各都道府県のバス協会については#都道府県バス協会の節を参照。
会員からは会費を徴収し、バス事業の経営基盤の安定を図る目的で使用される。

### 会員数
会員数（事業者数）は以下のとおり。都道府県バス協会に加入したバス事業者は2,457事業者、うち民間事業者は2,436事業者（2019年8月現在）。
都道府県バス協会
- 47協会（うちバス・タクシー協会は島根県・佐賀県の2協会[19][20]）

内訳は「#都道府県バス協会」の節を参照。
普通会員
- 乗合専業事業者 - 65事業者
- 貸切専業事業者 - 1,555事業者
- 兼業事業者 - 822事業者
- 特定事業者 - 9事業者

賛助会員
- 32事業者

### 歴代会長
会長は、3代目までは衆議院議員が務めていたが、4代目以降は会員事業者の社長が就任している。
- 初代会長：佐藤栄作（衆議院議員）1948年 - 1951年[21]
- 2代会長：伊能繁次郎（衆議院議員）1951年 - 1974年[21]
- 3代会長：金丸信（衆議院議員）1974年 - 1993年[21]
- 4代会長：青山茂（神奈川中央交通）1993年 - 1998年[21]
- 5代会長：小佐野政邦（国際興業）1998年 - 2001年[21]
- 6代会長：松田皜一（長崎自動車）2001年 - 2003年[21]
- 7代会長：齋藤寛（神奈川中央交通）2003年 - 2008年[21]
- 8代会長：堀内光一郎（富士急行）2008年 - 2012年[21]
- 9代会長：髙橋幹（神奈川中央交通）2012年 - 2015年[21]
- 10代会長：上杉雅彦（神姫バス）2015年[22] - 2016年
- 11代会長：三澤憲一（神奈川中央交通）2017年[23] - 2021年
- 12代会長：清水一郎（伊予鉄グループ）2021年[24][25] - （現職）

## 都道府県バス協会
日本全国47都道府県にバス協会が設置されている。
- 北海道バス協会
- 青森県バス協会
- 岩手県バス協会
- 宮城県バス協会
- 福島県バス協会
- 秋田県バス協会
- 山形県バス協会
- 茨城県バス協会
- 栃木県バス協会
- 群馬県バス協会
- 埼玉県バス協会
- 千葉県バス協会
- 東京バス協会
- 神奈川県バス協会
- 山梨県バス協会
- 新潟県バス協会
- 長野県バス協会
- 富山県バス協会
- 石川県バス協会
- 福井県バス協会
- 岐阜県バス協会
- 愛知県バス協会
- 静岡県バス協会
- 三重県バス協会
- 滋賀県バス協会
- 京都府バス協会
- 大阪バス協会
- 兵庫県バス協会
- 奈良県バス協会
- 和歌山県バス協会
- 鳥取県バス協会
- 島根県旅客自動車協会[19]
- 岡山県バス協会
- 広島県バス協会
- 山口県バス協会
- 徳島県バス協会
- 香川県バス協会
- 愛媛県バス協会
- 高知県バス協会
- 福岡県バス協会
- 佐賀県バス・タクシー協会[20]
- 長崎県バス協会
- 熊本県バス協会
- 大分県バス協会
- 宮崎県バス協会
- 鹿児島県バス協会
- 沖縄県バス協会